# 托马什·卡贝莱
托马什·卡贝莱（捷克語：Tomáš Kaberle，1978年3月2日—），捷克男子冰球运动员。他曾代表捷克参加2002年、2006年、2010年和2014年冬季奥林匹克运动会冰球比赛，其中2006年冬季奥运会获得一枚铜牌。